# جون إيفانز (لاعب كريكت)
جون إيفانز (1 مايو 1889 في المملكة المتحدة - 18 سبتمبر 1960 في المملكة المتحدة) (بالإنجليزية: John Evans)‏ هو طيار ولاعب كريكت بريطاني (وحمل سابقاً جنسية المملكة المتحدة لبريطانيا العظمى وأيرلندا). شارك مع منتخب إنجلترا للكريكت. أما مع النوادي، فقد لعب مع نادي مقاطعة هامبشاير للكريكت ‏ وKent County Cricket Club ‏ ونادي الكريكت في جامعة أكسفورد ‏.

## وصلات خارجية
- جون إيفانز على موقع إي آس بي آن كريك إنفو (الإنجليزية)